# پیتر فلایشمان
پیتر فلایشمان (آلمانی: Peter Fleischmann؛ زادهٔ ۲۶ ژوئیهٔ ۱۹۳۷) کارگردان فیلم اهل آلمان است.
از فیلم‌هایی که وی در آن‌ها نقش داشته است، می‌توان به سوءاستفاده‌های یک دون ژوان جوان اشاره نمود.
وی همچنین برندهٔ جوایزی همچون جایزه گریمه شده‌است.